# مايكروسوفت لوميا 640 اكس ال
مايكروسوفت لوميا 640 اكس ال (بالإنجليزية:Microsoft Lumia 640 XL) هو هاتف ذكي من إنتاج القطاع الهواتف الذكية الخاصة بمايكروسوفت وهو مايكروسوفت موبايل أعلن عنه مع أخيه الأصغر وهو مايكروسوفت لوميا 640 ضمن فعاليات المؤتمر العالمي للجوال 2015 (MWC 2015) ويعتبر الهاتف بحجم 5. 7 بوصة ويأتي بالذاكرة العشوائية 1 غيغابايت لنسخة العالمية و 2 غيغابايت لنسخة الصينية وبذاكرة داخلية 8 غيغابايت وقابلة للتوسيع عن طريق مايكرو اس دي حتى 128 غيغابايت وبكاميرا خلفية 13 ميغابكسل وبأمامية 5 ميغابكسل و قد طرح في الأسواق في شهر أبريل 2015 أطلق في الاسواق السعودية وفي الأسواق الهندية بحسب قول شركة مايكروسوفت خلال المؤتمر العالمي للجوال 2015
ومن مميزات الهاتف
• واجهة المستخدم رائعه وسهلة الاستخدام .
• تجربة جديدة وفريدة لنظام ويندوز فون 8 للهواتف المتوسطه .
• البطارية تدوم لساعات طويله .
• كاميرا بخيارات وتقنيات كثيره ومذهله لصور رائعه .
• سعره مناسب للكثير .
اما عيوب الهاتف
• لا توجد خاصية إلغاء الضوضاء عند المكالمات وتصوير الفيديو فقط.